# Arthur Z'ahidi Ngoma
Pour les articles homonymes, voir Ngoma.
 (octobre 2016).
Si vous disposez d'ouvrages ou d'articles de référence ou si vous connaissez des sites web de qualité traitant du thème abordé ici, merci de compléter l'article en donnant les références utiles à sa vérifiabilité et en les liant à la section « Notes et références ».
Arthur Z'ahidi Ngoma, né le 18 septembre 1947 à Kalima, province du Maniema et mort le 5 octobre 2016 au Chesnay,, est un homme politique congolais. Il a été l'un des quatre vice-présidents pendant la période de transition de la république démocratique du Congo (2003-2007), chargé des affaires sociales et culturelles,.

## Biographie
Arthur Z'ahidi Ngoma alors qu'il est étudiant à l’université Lovanium de Kinshasa, rentre en résistance contre le régime de Mobutu. Le 4 juin 1969, il prend part à l’organisation des manifestations estudiantines, réprimées par le régime, où environ 180 étudiants furent tués. Cela lui a valu l’arrestation dans le camp militaire Lieutenant Kokolo de Kinshasa, suivi de son évasion en France où il poursuit ses études universitaires,. 
En 1976, Arthur Z'ahidi Ngoma obtient une Licence en droit de la faculté de droit et des sciences économiques de l’université d’Orléans. 
En 1978, Arthur Z'ahidi Ngoma devient fonctionnaire de l’Organisation des Nations unies pour l'éducation, la science et la culture (UNESCO) à Paris. Il sera  où il a assumé notamment les fonctions de Responsable de programme mondial de l’UNESCO concernant la Paix, le Désarmement, la Recherche et l’Éducation en Droit international public. 
En 1981, il obtient un doctorat d’État en droit de l’université Paris I Panthéon Sorbonne. Lauréat des universités françaises, Arthur Z'ahidi Ngoma a fait plusieurs recherches en Droit international public, Droit international économique, Droit financier et monétaire international, notamment : la sécurité par le désarmement ; le droit de créer, droit fondamental de l’homme ; le droit international des solidarités Nord-Sud ; militarisme ; militarisation et développement. 
En 1994, il crée le mouvement politique Forces du Futur, dont il est le président national. 
Le 25 novembre 1997, Arthur Z'ahidi Ngoma est arrêté avec une dizaine de ses partisans lors d'une conférence de presse organisé à partir de son domicile alors que toute activité politique est interdite par le régime de Laurent-Désiré Kabila. Il est dans un premier temps incarcéré à la prison de Makala à Kinshasa, puis déporté au Katanga à Likasi, à la prison de haute sécurité de Buluwo, dont il s'évade le 12 avril 1998,,. Il est recapturé et se voit condamné à mort, la peine fut commuée en condamnation avec sursis, grâce à l’intervention du Parlement européen et de personnalités européennes. Son emprisonnement a entraîné la rupture de la coopération entre l’UNESCO et la République démocratique du Congo en 1998. Poursuivant son combat contre le nouveau régime instauré par l'Alliance des forces démocratiques pour la libération du Congo (AFDL), Arthur Z'ahidi Ngoma s’est engagé dans la rébellion initiée par le Rassemblement congolais pour la démocratie (RCD), mais quatre mois après, il s'en est séparé. Il a ensuite créé en janvier 1999 à Bruxelles l’Union des Congolais pour la Paix (UCP) avec pour objectif faire comprendre et défendre l’impératif du dialogue entre Congolais. Il a entrepris de consulter à cet effet des forces politiques significatives du pays dont le président Kabila, auquel il a proposé la médiation de Communauté de Sant'Egidio, en la personne du Révérend Don Mateo. Ainsi avait commencé le dialogue entre Congolais, qui fut entrepris dans le cadre des accords de Lusaka conclu entre les belligérants le 10 juillet 1999. 
Président des États généraux de l’opposition, une structure politique réunissant 25 plates-formes politiques du pays, Arthur Z'ahidi Ngoma a préparé le dialogue entre Congolais. 
Après ce dialogue, Arthur Z'ahidi Ngoma fut élu par sa composante opposition politique vice-président de la République aux côtés de trois autres vice-présidents issus des composantes belligérantes en 2003-2007.
Président du Regroupement politique Camp de la Patrie.